# Lista personajelor din Secretele familiei Sâmbătă
Aceasta este o listă a personajelor din serialul Secretele familiei Sâmbătă difuzat pe Cartoon Network.

## Familia Sâmbătă

### Zak Sâmbătă
Zak este pesonajul principal în vârstă de 11 ani (împlinește 13 ani în episodul „Life in the Underground” - „Viața în subteran”) al acestui serial. Fiul lui Doc și Drew Sâmbătă, Zak caută mereu aventuri, de care are parte din plin datorită familiei sale care studiază criptidele. Zak are o putere specială care l-a purtat prin toată lumea și l-a pus de multe ori în fața pericolului. S-a născut în același an în care a fost descoperită Piatra Kur. Puterea lui îi permite să se conecteze la mintea criptidelor, reușind astfel să-i controleze.
Arma lui Zak este Gheara, o combinație între un baston și un cârlig agățător. Cârligul este o mână cu 3 degete cu gheare numită Mâna lui Tsul 'Kalu, care-l ajută pe Zak să-și controleze mai bine puterile. De asemenea, el pare sa fie mai puternic decât alții de vârsta lui, el reușind să escaladeze un turn radio cărând un adult solid în episodul „The Vengeance of Hibagon” („Răzbunarea lui Hibagon”).
Pentru un timp, se credea că în cazul în care Kur ar fi vreodată eliberat, Zak ar fi singurul care-ar avea puterea să-l înfrângă. Totuși, în finala primului sezon, dupa ce Zak a înfrânt creatura care era presupusă ca fiind Kur, detectorul șerpilor Naga, pe care Doyle l-a reparat, arată că Zak a fost în tot acest timp adevăratul Kur. Ulterior, s-a aflat că Piatra Kur pe care Doc și Drew au descoperit-o înainte de nașterea lui Zak conținea esența lui Kur. În timpul accidentului care s-a petrecut după descoperire, energia și-a găsit o nouă gazdă, Zak. Asta pentru că, după cum a zis regina șerilor, Kur ar fi fost mult mai periculos dacă trăia între lumea oamenilor și cea a criptidelor, ceea ce-nsemna că Zak era jumătate criptid. În ciuda faptului că familia a încercat să păstreze adevărata identitate a lui Zak secretă, ceilalți Savanți Secreți și-au dat seama și au început să-l urmărească pe Zak, punând familia Sâmbătă pe fugă. Naga l-au urmărit de asemenea, sperând că Zak va deveni noul lor maestru care să distrugă omenirea. Dupa atacul lui șerpilor asupra Manhattan-ului, Zak și Fiskerton se-ntâlnesc cu V.V.Argost, care-i propune lui Zak un târg care-l va ajuta să-și înțeleagă și controleze mai bine puterile. Zak a acceptat, deși Argost l-a avertizat că are de asemenea și propriile lui planuri. La puțin timp după, Zak îi zice lui Doyle să afle cât mai multe cu putință despre trecutul lui Argost. În timpul unei lupte cu Ahuizotl, Zak află că poate simți criptidele chiar și cu ochii închiși. Oamenii lui Epsilon și Francis cred că Zak este o bombă care așteaptă să explodeze și insistă să-l ajute să se antreneze. Deși a crescut 2 ani, înfățișarea nu i s-a prea schimbat, exceptând faptul că s-a înălțat puțin.

### Drew Sâmbătă
Drew Sâmbătă este cea care crede în magie, fiind dispusă să accepte anumite lucruri fără dovadă științifică. S-a născut într-o familie de exploratori. După ce familia ei a fost destrămată din cauza unei furtuni în Himalaya, Drew a fost crescută de călugări, care au învățat-o să nu creadă că orice are nevoie de o explicație rațională. Dupa mulți ani, ea și-a regăsit fratele pierdut, Doyle (părinții lor n-au supraviețuit). Vorbește 37 de limbi, ceea ce, în multe episoade, a prins bine. Drew îl încurajează mereu pe Zak să-ncerce lucruri noi ca dansurile tribale sau pictura pe nisip, dar când este vorba de pericol, devine puțin prea protectoare în privința fiului ei. Este specializată în artele mistice și cunoaște bine culturile lumii. În „And Your Enemies Closer” („Și dușmanii mai aproape”), ea și Doyle (a cărui cercetare în privința trecutului lui Argost l-a adus aici) s-au reunit în Himalaya în același loc în care familia le-a fost destrămată. Atunci, ei află că nu furtuna le-a distrus familia, ci Yeti. Adăugându-se la șocul ăsta, ea și Doyle descoperă că criptidul care i-a atacat era de fapt Argost.
Arma preferată a lui Drew este Sabia Tibetană de Foc înmânată de către călugări, care absoarbe lumina și o canalizează în explozii de flăcări. Ca să creeze foc, sabia are nevoie de lumină. Dacă se află într-un loc întunecat sabia aruncă flăcări albastre. În „Food of the Giants” („Mâncarea giganților”) ea își arată abilitațile de supraviețuire în sălbăticie. Ca și Doc, este o luptătoare pricepută. Deși vârstă ei nu este specificată, creatorul serialului zice că și-a imaginat-o de 30-35 de ani.

### Doc Sâmbată
Solomon Doc Sâmbătă este cel care și-a dedicat întreagă viață studiului criptidelor. Părul lui natural este de culoare neagră, dar după o luptă cu un gardian cunoscut ca Tsul 'Kalu, Doc a fost lovit de gheară, care atunci aparținea lui Kalu, cu un șoc electric, lăsându-i o urmă de păr alb. Șocul i-a distrus de asemenea vederea cu ochiul drept. Un om care ia știința foarte în serios, Doc este unul dintre savanții de vârf în domeniul criptozoologiei.
Doc și-a început cariera pe insula Mierii la vârsta de 12 ani, învățând de la Dr. Basil Lancaster. Este un supergeniu, el fiind cel care a construit multe din dispozitivele pe care le folosește familia. Ca un tată iubitor, Doc încearcă să-l învețe pe Zak responsabilitatea. Este antrenat în 14 forme diferite de arte marțiale. Se bate cu Mânușa de Luptă, care poate canaliza putere în pumnul său drept. Cele 4 cristale aflate pe partea de sus a mănușii au puteri individuale: îngheț, foc, electricitate și vibrații sonice. Deși vârsta nu-i este specificată, creatorul serialului a declarat că și l-a imaginat ca având în jur de 40 de ani.

### Fiskerton
Fiskerton, des numit Fisk de către Zak, este o combinație între gorilă și pisică de 2,1 m înălțime și cu ochii roșii. A fost adoptat de către familia Sâmbătă când casa lui a fost arsă de localnicii din Nottinghamshire, Anglia. Deși este cel mai bătrân și cel mai voluminos membru al familiei, el este ca un frate inocent pentru Zak. Poate să fie câteodată fricos, dar se dovedește că este un puternic aliat, gata să-și riște viața pentru noua lui familie. Vorbește prin mârâieli și bolboroseli care imită câteodată vorbirea umană, dar familia îl înțelege fără probleme. Chiar dacă Fiskerton este un criptid și nu un om, între el și Zak există o legătură fraternă.
Fiskerton are o forță uimitoare, fiind capabil să rupă metale cu mâinile goale și să le țină piept inamicilor mai mari ca el. Picioarele lui au la fel de multă dexteritate ca mâinile, permițându-i să se cațere cu ușurință. În „Once More in the Nightmare Factory” („Din nou în fabrica de coșmaruri”), se dovedește că Fiskerton este un Lemurian (lucru de care nici el nu știa), un membru al unei rase care apără lumea de Kur, și îl pot detecta pe acesta folosindu-și abilitățile psihice și instinctele. El conduce familia și, accidental, pe Argost unde Kur va fi descoperit, în Antartica. Deși află că Zak este Kur, Fiskerton continuă să-l protejeze, devenind literalmente „Păzitorul lui Kur”.

### Zon
Zon, numită după pădurea Amazoniană în care a fost găsită, este o membră supraviețuitoare a unei specii de Pterozauri (Tropeognathus) despre care se credea c-au dispărut. Trăiește într-un cuib aproape de Cartierul General Sâmbătă. Familia a înfuriat-o când s-au prăbușit peste cuibul ei în al doilea episod, dar a ajuns să se-nțeleagă bine cu ei după ce Zak i-a salvat viața. Ea folosește acum stâncile din apropierea cuibului ca pe o zonă de vânătoare. Nefiindu-i teamă de oameni, îi dă voie lui Zak s-o folosească ca pe un mijloc de transport aerian, dar nu acceptă să fie domesticită și să locuiască înăuntru. Nu se prea înțelege cu Komodo. În două episoade, este numită incorect Pteranodon. Ca și Komodo și Fiskerton, Zak o vede ca pe o membră a familiei, ca pe o soră. În primul episod din sezonul al doilea, ea îl ajută pe Doyle să-l găsească pe V.V.Argost. Până l-a sfârșitul seriei, își continuă datoria de a-l ajuta pe Doyle în misiunea lor de a afla cât mai multe despre trecutul lui Argost.

### Komodo
Komodo este un varan modificat genetic de 113 kg cu un apetit vorace. Are o abilitate unică, de a se face invizibil. Poate face de asemenea și alte obiecte invizibile, ca atunci când Doc îl folosește ca să camufleze nava. Puterea asta este utilă în misiunile de recunoaștere, deși lui nu prea pare să-i placă. Ghearele lui sunt destul de ascuțite ca să treacă prin metal. Deși în majoritatea timpului este ascultător, acțiunile îi sunt des dictate de stomac, lăsând în urmă familia pentru o masă bună. Komodo se angajează deseori în lupte pentru mâncare, chiar dacă adversarul e mai mare și mai puternic ca el (Se bate cu Groot Slag, crptid asemanator unui elefant, la începutul episodului „Something in the Water” („Ceva în apă”). Ca rivalitatea dintre câine și pisică, Komodo se bate de multe ori cu Fiskerton. Pare să aibă o ceartă și cu Zon, atacând-o de cel puțin 2 ori. Zak îl vede ca pe un frate. De asemenea, îi place să mănânce colierul de alge al lui Ulraj, deși el nu prea acceptă asta.

### Doyle Blackwell
Unchiul Doyle e unchiul biologic al lui Zak, cumnatul lui Doc și fratele mai mic al lui Drew. Apare prima dată ca ucenicul lui Van Rook în episodul „The Kur Stone” („Piatra Kur”). Îl ajută pe Zak să pună un trib de Amarok înapoi la hibernare în „The Ice Caverns of Ellef Ringnes” („Peșterile de gheață de pe Ellef Ringnes”), începănd o prietenie stabilă cu el. La început, Doyle și familia Sâmbătă nu știu de legătura biologică dintre ei. În „Van Rook's Apprentice” („Ucenicul lui Van Rook”) schimbă tabăra și se alătură familiei Sâmbătă după ce află că este fratele lui Drew și despre adevăratele motive ale lui V.V.Argost.
Deși Zak îl admiră pe Doyle, între el și Drew există o mică rivalitate, și, la început, el și Doc nu se prea înțeleg. Doc este enervat de tendința lui Doyle de a se da în spectacol, de stilul său haotic de viață, de felul în care încalcă câteodată regulile (și legile) încercând să-și atingă scopurile, de dorința de a face lucruri discutabile pentru bani, și în special de tendința lui de a-și asuma riscuri, pentru că se dovedește o influență rea asupra lui Zak, care câteodată imită comportamentul riscant al lui Doyle. El ia în nume de rău faptul că Doc îi critică metodele și tacticile și-i reproșează meseria de mercenar (Doyle consideră nedrept lucrul ăsta pentru că Doc a moștenit averea pe care o are, în timp ce el a trebuit să lucreze ca mercenar ca să-și câștige existența). Totuși, reușesc să se-nțeleagă, Argost devenind din ce în ce mai periculos, iar Doc recunoaște potențialul abilităților unice ale cumnatului său. Doyle este un om bun la toate, dar la nimic în mod special, care luptă folosind o combinație de grenade, lasere și luptă corp la corp. Este destul de puternic ca să ridice un adult cu o mână și se poate lupta cu criptide mai mari decât el.
În „The Atlas Pin” („Pivotul Atlas”) Doyle arată că nu este complet la voia familiei Sâmbătă, recuperând bucățile din relicva lui Rani Nagi, trecând peste decizia familiei Sâmbătă. El are tot meritul pentru descoperirea faptului că Zak este adevăratul Kur, pentru că a reparat relicva și a adus-o în apropierea lui Zak la sfârșitul episodului „Kur Rising” („Kur se ridică”). Jay Stephens a zis că și l-a imaginat ca având în jur de 28 de ani.
În „Kur” Part. 1 Doyle, ajutat de Zon și Van Rook îl caută pe dispărutul V.V.Argost. După ce a găsit ceea ce părea să fie dovada că Argost era mort a informat familia Sâmbătă. Zak i-a zis în secret că Argost trăia și l-a rugat să caute informații despre trecutul lui. Fiind în continuare ajutat de Zon și Van Rook, i-a găsit pe cei care aveau vreo legătură cu trecutul lui Argost, dar ei dispăreau mereu. În „And Your Enemies Closer” („Și dușmanii mai aproape”), căutarea l-a adus la călugării din Himalaya care au crescut-o pe Drew. Când Drew ajunge îi zice că ăla era locul în care familia a fost destrămată. Doyle și-a amintit că, alunecând pe munte, a ajuns la un orfelinat, ceea ce a condus la felul în care a crescut. Apoi, i-a revelat ceva șocant surorii sale: nu furtuna a fost cea care le-a ruinat familia, ci un atac de la un criptid numit Yeti. Când au găsit vizuina abandonată a bestiei cei doi au făcut altă descoperire șocantă: creatura care le-a atacat familia, le-a omorât părinții, i-a separat și i-a făcut să crească în feluri diferite, era în realitate Argost.

## Aliați și personaje neutre

### Dr. Arthur Beeman
Dr. Arthur Beeman este un Savant Secret care studiază extratereștrii și OZN-urile. Totuși, obsesia lui este justificată pentru că a salvat lumea de la invazie descifrând codul cercurilor din lanuri. Beeman este necioplit și limbajul lui insultă. El dă persoanelor porecle bazate pe înfățișarea lor. Doc și Drew l-au sunat să aibă grijă de Zak, Fiskerton, Komodo și Zon cât timp ei își sărbătoreau aniversarea. În „Kur” Part. 1 el este unul dintre Savanții care-l urmăresc pe Zak.

### Dr. Paul Cheechoo
Dr. Paul Cheechoo este un Savant Secret specializat în cercetarea climatului rece. El și echipa lui de experți călătoresc prin lume și studiază anomalii geologice. Într-un episod menționează că a crescut într-un loc răcoros, care se dovedește că este Canada în „Where Lies the Engulfer” („Unde așteaptă înghițitorul”). Familia Sâmbătă tinde să cauzeze, sau cel puțin să fie implicată în dezastre naturale când lucrează cu el. De asemenea, el este mai amuzant decât alți Savanți Secreți și pare să fie cel mai prietenos cu Zak. În ultimul episod din Sezonul 2 participă la înmormântarea lui Leonidas Van Rook.

### Dr. Miranda Grey
Dr. Miranda Grey este o Savantă Secretă care a ținut o bucată din Piatra Kur până când Munya a furat-o. Este expertă în fizică cuantică și lucrează la accelerarea particulelor în Antarctica cu ajutorul robotului ei, Deadbolt. Are o armă care poate crea găuri de vierme în miniatura, permițandu-i să-și lovească fizic adversarii de la distanță. Ea este sora lui Abbey Grey și a fost dezamăgită când ea i s-a alăturat lui Leonidas Van Rook. În „Kur” Part. 1, este una din cei care-l urmăresc pe Zak. În „Thousand Eyes of Ahuizotl” („Cei o mie de ochi ai lui Ahuizotl”) se află că ea a urmărit „Lumea Ciudățeniilor” pentru supraveghere (totuși, ea este cea care-l salvează pe Zak în ultimul episod).

### Deadbolt
Deadbolt este ajutorul robot al Mirandei Grey. În „Kur” Part. 1 și „The Thousand Eyes of Ahuizotl” („Cei o mie de ochi ai lui Ahuizotl”) o ajută pe Miranda să-l vâneze pe Zak. Amuzant este faptul că în fiecare episod în care apare este distrus doar ca să se-ntoarcă mai târziu nou și îmbunățit.
Miranda a specificat că reparațiile lui Deadbolt costă 47.000.000 de dolari.

### Profesor Talu Mizuki
Profesorul Talu Mizuki este un savant care a inventat un aparat de schimbat mințile pentru Shoji Fuzen (nu știa de adevăratele intenții ale acestuia). Când i se zice să implanteze creierul unuia dintre oamenii lui Fuzen într-un Hibagon, își pune propria sa minte în corpul bestiei. În lupta aia, vechiul lui corp este rănit, iar aparatul distrus. Încearcă să se răzbune pe Fuzen, dar Doc îl convinge să renunțe la ideea asta. Acum trăiește într-un laborator dintr-o peșteră împreună cu tigrul lui alb (care are creierul unui câine) lucrând ca să-și pună creierul înapoi în corpul lui. Aparent, a devenit unul dintre Savanții Secreți, dat fiind faptul că în episodul „Eterno” îi ajută pe ceilalți savanți să rezolve criza. În „Kur” Part. 1 este unul din cei care-l urmăresc pe Zak.

### Tigrul alb al lui Mizuki
Tigrul alb apare în episodul „The Vengeance of Hibagon” („Răzbunarea lui Hibagon”) ca animalul de casă al Profesorului Talu Mizuki. Este un tigru alb cu creier de câine.

### Ulraj
Ulraj este tânărul prinț din Kumari Kandam (presupus ca fiind cu un an mai mare decât Zak), al cărui tată a fost omorât într-un atac pus la cale de V.V.Argost. S-a aliat cu Zak ca să-și ia înapoi regatul. Cu ajutorul familiei Sâmbătă, l-a înfrânt pe Argost, dar el și Munya au scăpat cu un medalion sumerian antic care deținea o putere pe care Ulraj o considera prea periculoasă pentru el. În „The Underworld Bride” („Mireasa din lumea de dedesupt”), Regele Ulraj a ajutat familia Sâmbătă când Dua'a a încercat s-o ia pe Zon în Lumea de Dincolo. În episodul ăla își arată capacitatea de a detecta câmpuri electrice. În „The Atlas Pin” („Pivotul Atlas”), Ulraj ajută la oprirea șerpilor Naga de la a scoate Pivotul Atlas. El și Zak se află tot timpul într-o competiție prietenoasă. În „Life in the Underground” („Viața în subteran”) atât Ulraj cât și Zak se-ntrec pentru afecțiunea lui Wadi, făcând competiția prietenoasă mai puțin prietenoasă. Mai târziu, Ulraj admite că n-o place pe Wadi, doar că nu-i place să piardă în fața lui Zak.

### Wadi
Wadi este fiica lui Maboul și iubirea lui Zak, având cam aceeași vârstă. Este cleptomană, fapt cu care tatăl ei nu este de-acord (deși după evenimentele din „Eterno”, zice că doar „recuperează” proprietatea furată). În „Eterno”, ea fură un cristal de sare și trezește din greșeală creatura numită Eterno. Îl ajută pe Zak să-l oprească, creând o prietenie puțin instabilă. Mai târziu ajută familia Sâmbătă să recupereze tigrul albastru furat al unui sat de la Shoji Fuzen, furând o piesă din armura de înaltă tehnologie a lui Fuzen care controlează zborul. Toată familia lui Zak știe că el este îndrăgostit de Wadi pentru că era foarte neîndemânatic în preajma ei (ceea ce s-a dovedit că-i adevărat), lucru pe care Zak îl neagă vehement până când ea zice că este drăguț, gest la care Zak roșește imediat. Wadi are un obicei caracteristic de a-i fura cureaua lui Zak. În „Life in The Underground” („Viața în subteran”), Wadi arată că-l place pe Zak și îl sărută pe obraz. De asemenea, în fiecare episod în care ea apare, faptul că Zak o place devine din ce în ce mai evident.
Wadi participă în „War Of The Cryptids” („Războiul criptidelor”) alături de restul tribului Hassi.

### Tsul 'Kalu
Un priceput războinic criptid, cunoscut pentru devotamentul de a-și prinde ținta cu orice preț. Cu ani în urmă l-a provocat pe Doc la luptă din cauza unui accident cauzat de Zak care a distrus un loc arheologic păzit de el. Doc l-a înfrânt în luptă, însă s-a ales cu o cicatrice pe față și cu un ochi orbit. Ca o insignă de onoare Tsul 'Kalu i-a dat amuleta lui, o gheară, care va fi folosită la arma lui Zak. Dup-atâția ani și-a pus ținta pe Zak, aflând că el este Kur, și a-ncercat să-și ia înapoi amuleta, nevrând ca ea să fie folosită în scopuri malefice. După ce a pierdut lupta împotriva lui Zak și-a dat seama care erau intențiile lui și i-a permis să folosească puterea Ghearei. Acum este un aliat al familiei Sâmbătă și a asistat la lupta împotriva armatei de criptide a lui Argost.

### Maboul
Maboul este tatăl lui Wadi și șeful tribului Hassi care apără Copacul Methuselah (sursa tuturor apelor de pe planetă). El nu este de-acord cu cleptomania fiicei lui. În „Curse of the Stolen Tiger” („Blestemul tigrului furat”), o lasă pe Wadi în grija familiei Sâmbătă. Este bun prieten cu Drew Sâmbătă. El, Wadi și membrii tribului Hassi participă la lupta împotriva criptidelor controlate de V.V.Argost.

### Dr. Henry Cheveyo
Dr. Henry Cheveyo este un alt Savant Secret care a păstrat o bucată din Piatra Kur. Argost a furat-o și a folosit un criptid parazit ca să afle locația celei de-a treia bucăți. Lucrează la Observatorul Mesa în Arizona. A fost grav rănit din cauza unei explozii care trebuia să omoare familia Sâmbătă, dar a supraviețuit. Singura lui apariție a fost în primul episod.

### Agent Epsilon
Agentul Epsilon și „fiul” lui de 11 ani, Francis, fac parte dintr-o organizație secretă oarecum aliată cu Savanții Secreți, deși au propriile lor planuri. De obicei, este serios și face totul ca la carte, fiind arhetipul Oamenilor în Negru (în comportament dacă nu în înfățișare). Are acces la „dosare”, o bază de date despre oricine și orice. De asemenea, are un grup numit „oamenii lui” pentru protecție. În „The Unblinking Eye” („Ochiul Care Nu Clipește”) se află că el și Francis sunt clone ale „agentului perfect” pe care organizația lor l-a găsit acum 100 de ani.

### Francis
„Fiul” în vârstă de 11 ani al Agentului Epsilon, Francis, este deștept și manipulativ, precum „tatăl” lui. Poartă un generator de scut care electrocutează pe oricine îl atinge fără permisiunea lui. El și Zak nu se prea înțeleg, fapt ce poate fi văzut în mai multe episoade. Francis este gelos pe Zak pentru că el are o familie „normală”, iar el nu. În „The Unblinking Eye” („Ochiul care nu clipește”) se află că el și Epsilon sunt clone ale „agentului perfect” pe care organizația lor l-a găsit acum 100 de ani, ceea ce explică de ce n-are mamă. El arată multă desconsiderare și înverșunare în legătură cu faptul ăsta din cauza presiunii care este pusă pe umerii lui. Zak îi zice lui Francis că este stăpânul propriului destin, nu doar altă clonă. Francis înțelege și îl lasă pe Zak să scape în loc să-l captureze.

## Dușmani

### Munya
Munya este servitorul tăcut și misterios al lui V.V.Argost. I-a fost injectat ADN de păianjen gigant papuan, fapt ce-i permite să se transforme într-un monstru jumătate om/jumătate păianjen în lupte. În forma asta devine mai puternic, se poate cățăra pe pereți și poate arunca pânze de păianjen din gură. După înfrângerea lui Argost din Antarctica, Munya îl înfășoară în pânză și fuge cu el. În „Kur” Part.1, Munya folosește o mașină de scris specială ca să-l ajute pe Argost să-și anunțe întoarcerea. După ce află că Doyle îi cercetează secretele, Argost îl pune pe Munya să-i omoare pe cei care au legătură cu trecutul lui, inclusiv Baronul Finster. În episodul „And Your Enemies Closer” („Și dușmanii mai aproape”), este arătat faptul că Munya are destul ADN de păianjen criptid ca să fie controlat de către Zak. În „War of the Cryptids” („Războiul criptidelor”), Munya conduce atacul asupra Parisului ca parte a armatei lui Argost, dar este înfrânt de către Tsul 'Kalu la puțin timp după prăbușirea lui Argost.

### Abbey Grey
Odată dădaca lui Zak, Abbey Grey este expertă în civilizații antice și sora Mirandei Grey. Apare în „The Kur Guardian” („Gardianul lui Kur”), ajutându-i pe Zak, Doyle și Fiskerton să afle mai multe despre rădăcinile Lemuriene ale lui. Ea și Doyle încep să se-ntâlnească la sfârșitul episodului, doar pentru ca el să descopere în „Food of the Giants” („Mâncarea giganților”) că Van Rook a angajat-o la scurt timp după ce Doyle a plecat. Admite că sentimentele pentru Doyle sunt reale, dar tot vrea să distrugă familia. În „Kur” Part. 1, Leonidas Van Rook îi zice fostului său ucenic că Abbey i-a preluat afacerea. Mai târziu se dovedește că este un mercenar mai bun decât Van Rook: nu doar că face mai mulți bani, dar cumpără echipament mai bun datorită faptului că este dispusă să cheltuie mai mult decât fostul ei profesor. De asemenea, ea zice că-i place faptul că el nu mai lucrează pentru Argost.

### Rani Nagi
Rani Nagi („regina șerpilor” în hindusă) este un Naga cu patru brațe și regina rasei sale. Poate controla orice fel de șarpe și vorbi prin intermediul lor. Specia ei poate respira și vorbi sub apă.
Când V.V.Argost îl capturează pe Fiskerton ea este cea pe care o cheamă ca să verifice dacă Fiskerton este Kur. Pentru asta, Rani Nagi folosește o relicvă formată din esența lui Kur care strălucește în prezența stăpânului ei. De vreme ce relicva nu strălucește, Argost o întreabă de ce imaginea lui Fiskerton era în mormântul lui Kur, răspunsul fiind că el este un Lemurian care are instinctele necesare ca să ajungă la Kur. Mai târziu ea îi urmărește pe Zak, Doyle, Fisk și Abby în Shangri-La ca să afle unde se află Kur. După o luptă brutală este înfrântă de către Fisk. În „The Atlas Pin” („Pivotul Atlas”) Argost îi fură relicva, iar ea obligă familia Sâmbătă s-o ajute s-o recupereze, amenințând că-n caz contrar va scoate Pivotul Atlas. Drew și Zak reușesc cu ajutorul celor din Kumari Kandam s-o oprească, deși ea și supușii săi nu sunt capturați, în timp ce Doc, Doyle, Fiskerton și Zon recuperează artefactul. Când Drew află că Naga sunt mistici întunecați Fiskerton distruge relicva. Contrar deciziilor familiei, Doyle o recuperează și o repară. Relicva joacă un rol foarte important în finala sezonului 1 pentru că-l identifică pe Zak ca fiind Kur.
Rani Nagi și supușii ei se-ntorc în primul episod din sezonul 2 ca principalii antagoniști. După ce se află că Zak este Kur, șerpii Naga încep să-l urmărească și să-l numească stăpânul lor. Rani a-ncercat să-l convingă pe Zak să-și arate adevărata natură și să declare război rasei umane. Discuția asta a fost întreruptă de restul familiei Sâmbătă, care, după o luptă dură, l-au salvat pe Zak și au scăpat. Totuși, ea a reușit să adune unele dintre cele mai feroce criptide de pe planete și să-nceapă războiul în numele lui Kur. În timpul atacului asupra Manhattanului, Rani Nagi a fost îndepărtată de către V.V.Argost. Ea și rasa ei dețineau Flautul lui Gilgamesh înainte ca Zak și Fisk să-l fure. Când viața lui Zak era amenințată de către Gokul folosind flautul, ea și ceilalți Naga s-au aliat cu familia Sâmbătă și cu savanții care-l urmăreau pe Zak ca să-l oprească. În „War of the Cryptids” („Războiul criptidelor”) trec de partea lui V.V.Argost după ce el afirmă că are puterile anti-Kur de la Zak Luni. Rani Nagi este cea care a atacat-o pe Drew cu propria ei sabie doar pentru ca Leonidas Van Rook să se sacrifice ca să blocheze lovitura. Ea a fost doborâtă după ce Argost a implodat.

### Shoji Fuzen
Shoji Fuzen este un filnatrop japonez și în același timp cel mai mare infractor din Japonia. Încearcă să obțină un aparat de schimbat creiere inventat de Talu Mizuki ca să transfere mintea unui supus de-al lui în Hibagon. Mizuki și-a transferat însă propria ei minte în creatură, după care încearcă să se răzbune pe Fuzen. Familia Sâmbătă îl convinge pe Mizuki să renunțe la răzbunare și să-l trimită pe Fuzen la închisoare. Se-ntoarce în al doilea sezon ca un general chinez după ce este eliberat. El și oamenii lui fură un tigru albastru aducător de noroc dintr-un mic sat. Este, de asemenea, înarmat cu o armură de înaltă tehnologie asemănătoare unui costum de samurai, pe care o folosește în lupta cu familia Sâmbătă. În timpul bătăliei, Fuzen este aruncat de pe o stâncă de către Doc după ce Wadi fură o piesă esențială pentru zbor din costumul lui. Nu se știe dacă Shoji Fuzen a supraviețuit sau nu căderii.

### Piecemeal
Pietro „Piecemeal” Maltese este bucătar care a înnebunit cu un apetit pentru animalele rare. Are fălcile modificate genetic cu niște bucăți de metal care pot rupe aproape orice. Are o putere și o rezistență peste medie, fiind capabil să-l doboare pe Fiskerton cu un singur pumn și să supraviețuiască unei lovituri directe de la sabia de foc a lui Drew (la care se adaugă trecerea printr-un perete din cauza impactului) fără să fie rănit. Atacă familia Sâmbătă ca să-l devoreze pe Fiskerton, dar este respins de către Zak. În „Target: Fiskerton” („Ținta: Fiskerton”), el este angajat de V.V.Argost ca să-l ajute pe Leonidas Van Rook să-l prindă pe Fiskerton. În schimb, Pietro încearcă să-l mănânce pe Fiskerton în timpul conflictului din tren, ceea ce-l obligă pe Argost să folosească un neuroparazit ca să-l oprească.

### Baronul Finster
Baronul Finster un infractor jumătate om/jumătate scorpion robot cu care Doyle a zis că s-a luptat. În povestea lui, Doyle a salvat un Ngani-vatu, un criptid asemănător unui pterodactil, de la el și l-a călărit ca să scape. Doc pune la îndoială plauzibilitatea poveștii, zicând că Doyle a exagerat ca să-l impresioneze pe Zak. În „Criptid vs Criptid”, Doyle s-a bătut cu el și cu oamenii lui în zona arctică și a reușit să-i înfrângă, arătând că Finster cel puțin există. În „Into the Mouth of Darkness” („În gura întunericului”) Doyle și Van Rook îl capturează ca să afle informații despre Argost, dar Munya este răpit de către Munya. Totuși află că Argost a făcut designul corpului de scorpion robot al Baronului Finster în schimbul finanțării emisiunii „Lumea Ciudățeniilor” și că Argost a fost odată un om sărac.
Jay Stephens a confirmat că V.V.Argost l-a omorât pe Finster după ce Munya l-a răpit.

### Familia Luni
Membrii familiei Luni sunt dublurile malefice din antimaterie ale celor din familia Sâmbătă dintr-o lume paralelă, veniți din Oglinda de Fum a lui Tezcatlipoca. Nu sunt plăcuți în lumea lor, cel mai probabil fiind criminali. Fiecare are o trăsătură prin care se diferențiază de echivalentul lui și cauzează „îndoirea” realității în prezența lui. Numele „Luni” le-a fost dat de către Zak (Sâmbătă), referindu-se la dublura lui ca la „o versiune mai puțin amuzantă a unui membru al familiei Sâmbătă".
Familia Luni a fost trimisă accidental în lumea sa în timpul unei lupte. După victorie, familia Sâmbătă pleacă fără să observe că Zak Luni și Komodo Luni scapă din oglindă, lăsându-i pe ceilalți în urmă. În „Paris is Melting” („Parisul se topește”) cei doi îl amenință pe Zak să le aducă nava din universul de antimaterie, atacându-i pe Dr. Cheechoo, Dr. Lawhorn și Dr. Grimes. Zak se supune, dar înainte scurge toată energia din navă; ea se prăbușește înapoi în oglindă când cei doi evadați încearcă să scape. Zak Luni se-ntoarce în „And Your Enemies Closer” („Și dușmanii mai aproape”), când Argost îl păcălește ca să-i fure puterile cu Flautul lui Gilgamesh, după care sparge atât flautul cât și Oglinda de Fum, blocând restul familiei Luni în lumea lor pentru totdeauna.

#### Zak Luni
Părul lui Zak Luni este colorat invers față de cel al lui Zak Sâmbătă. Puterile lui înnebunesc criptidele în loc să le calmeze. Ochii lui (și orice afectat de puterile lui folosindu-și arma, numită Colțul) emite o pâlpâire verde, opusă celei portocalii a dublurii sale. Spre deosebire de Zak Sâmbătă care respectă viața criptidelor controlate de el, lui Zak Luni nu-i pasă de ele și este sadic atunci când își folosește puterile.
În „And Your Enemies Closer” („Și dușmanii mai aproape”) este revelat faptul că el este Anti-Kur al lumii lui. Argost folosește Flautul lui Gilgamesh ca să absoarbă spiritul lui Kur din Zak Luni, ceea ce-l omoară.

#### Doc Luni
Ochiul cu cicatrice al lui Solomon „Doc” Luni este pe cealaltă parte și poartă un petic negru peste el. De obicei vorbește prin bâlbâieli incoerente și are un IQ mai scăzut decât dublura sa. Precum s-a văzut în „Paris is Melting” („Parisul se topește”), el are o mănușă asemănătoare cu cea a lui Doc, dar este gri și neagră, n-are degete și este folosită pe mâna stângă.

#### Drew Luni
Drew Luni are o limbă lungă și extensibilă, dar altfel seamănă cu dublura ei. În timp ce Drew Sâmbătă pare dură, dar îl iubește pe Zak, Drew Luni pare blândă, dar îi urăște pe ambii Zak. Sabia ei aruncă gheață.

#### Fiskerton Luni
Fiskerton Luni are coarne în locul urechilor și este mai agresiv decât dublura lui. Nu se știe dacă este un Lemurian la fel ca Fiskerton Sâmbătă.

#### Komodo Luni
Komodo Luni poate vorbi ca un om și pare să fie liderul grupului. Are pe spate niște pete negre pe care le poate mări ca să-și acopere întreg corpul cu ele și ca să-și întărească pielea.

#### Zon Luni
Zon Luni are mai mulți ochi pe aripi, dar în rest se comportă ca Zon Sâmbătă.

### Kur
Kur este presupus să fie o sursă de putere nelimitată și viață veșnică pentru oricine îl poate găsi și captura. Primul sezon se concentrează pe găsirea creaturii ăsteia. Familia Sâmbătă și Argost sunt conduși în Antarctica de către Fiskerton, unde descoperăun monstru uriaș înghețat. Are 6 capete ca de șarpe și un total de 12 guri (una pe față, una pe fiecare mână, una pe fiecare cap ca de șarpe și 3 pe piept). Două tipuri de criptide (un criptid mare rotund acoperit cu blană neagră și un criptid asemănător unui Dimetrodon) trăiesc în corpul lui, pe care-i poate folosi ca să se apere. Criptizii Dimetrodon i se pot atașa pe spate, ajutându-l să zboare. Crezând că asta era creatura pe care o căuta, Argost preia controlul criptidului din interior, forțându-i pe Zak și Fiskerton să-l urmeze înăuntru. Acolo, puterile lui Zak par să fie mai puternice ca oricând și, după o luptă îndelungată, el își folosește puterile supraîncărcate ca să doboare monstrul. Totuși, odată ce iese din corpul creaturii, relicva detectoare Kur a șerpilor Naga de la Doyle îl indică pe Zak ca fiind creatura pe care o caută familia Sâmbătă. În „Legion of Garuda” („Legiunea Garuda”), este revelat faptul că spiritul rău nu poate fi scos din trupul lui Zak pentru că el este chiar Kur. În finala sezonului 2, Argost absoarbe spiritul lui Kur, dar, pentru că el avea deja în el puterile Kur din universul de antimaterie, combinația asta a format o implozie, distrugându-l pe Argost și, aparent, și spiritul lui Kur.